# أحمد البركي
أحمد البركي ملاكم مغربي، ولد في 6 مارس 1980، متخصص في صنف الثقيل (وزن أقل من 81 كلغ) منذ 2011، بعد أن كان ينافس سابقا في وزني أقل من 75 كلغ وأقل من 64 كلغ. يمارس البركي ضمن الجمعية الرياضية لشباب البطحاء بمدينة فاس.

## سيرته الرياضية
- سنة 2009 فاز بالميدالية البرونزية لوزن أقل من 64 كلغ في دورة الألعاب الفرانكوفونية ببيروت، وذلك بعد هزيمته في نزال نصف النهاية أمام السينغالي مباكي سار ب 9 مقابل 5.
- خلال نفس السنة (2009) توج أحمد البركي كبطل لافريقيا في وزن أقل من 75 كلغ بعد فوزه في النهاية على الغابوني بليز دزونغ ب 10 ل 1 في البطولة التي أقيمت بموريشيوس.

## مشاركته في الأولمبياد
2012

تأهل للمشاركة في الألعاب الأولمبية الصيفية 2012 بلندن بعد اجتيازه الدور الإقصائي الأفريقي الذي أجري في الدارالبيضاء بالمغرب.

النتائج:
| أحمد البركي | وزن أقل من 81 كلغ. | منغ الصين · خسر 17 - 8 | أقصي من دور ال16 | أقصي من دور ال16 | أقصي من دور ال16 | أقصي من دور ال16 |

## روابط خارجية
- أحمد البركي على موقع بوكس ريك (الإنجليزية) (registration required)
- أحمد البركي على موقع اللجنة الأولمبية الدولية (الإنجليزية)
- أحمد البركي على موقع أوليمبيديا (الإنجليزية)